# 骷髅13
《骷髅13》，是齊藤隆夫創作的日本漫畫作品，主角為拥有超一流狙击能力的杀手Golgo 13。1968年11月起在小学馆《Big Comic》雜誌连载，至今已逾50年並持續中，至2023年10月已發行212卷單行本。
本作是日本漫畫史上連載時間第四長之作品。截至2017年，本作的累計發行量已超過二億冊。截至2021年3月，發行量突破3億冊。
2021年7月5日發行第201冊，打破《烏龍派出所》以完結200冊保持的金氏世界紀錄「出版冊數最多的單一漫畫」。
2021年7月起在《Big Comic增刊》首度連載衍生作品。
該系列曾4次翻拍為影像作品，分別是1971年電視短篇動畫、1983年5月上映的電影版及1998年5月發售的OVA版，至目前為止的最新作品為2008年4月開播的電視動畫。

## 作品簡介
Golgo 13，假名為迪克東鄉(Duke Togo)，東亞人，世界超一流狙擊手，活動範圍主要在美國。雖然世界知名，但其真名，年齡等背景仍是個謎。使用武器為改良的M16突擊步槍。其代號Golgo 13源自各各他(Golgotha)，即耶穌被釘上十字架之處。
平頭，身材高大，常著黑西裝。用槍已達出神入化境界，遠距離曾在兩公里外狙擊目標，近距離曾在0.2秒內殺死三人。一年会有一次浑身无力，因此被怀疑是吉巴氏綜合症患者。左手和右手一样弹无虚发，连载下来的各话中累计杀死了两千人。沉默寡言，從不握手，不讓人站在背後。雖然冷酷無情，但對雇主之任務一旦答應絕對完成，即使雇主已死也一樣，從未食言或失敗。偶而也有熱血或浪漫的行為。
《骷髅13》以真實世界為場景，涉及了大量真實历史、政治、经济、恐怖主义、集团犯罪、自然灾害事件。

## 真人電影
- 『骷髅13』 （1973年、東映）

主演 ： 高倉健、監督 ： 佐藤純弥
詳細參照於「骷髅13 (電影)」
- 『骷髅13 九龍之首』 （1977年、東映・嘉倫電影有限公司）

主演 ： 千葉真一、監督 ： 野田幸男
詳細參照於「骷髅13 九龍之首」

## 劇場版電影
- 骷髅13(1983)

製作人員（劇場版）
製作 - 藤岡豊、山本又一朗
製片人 - 稲田伸生
脚本 - 長坂秀佳
音楽 - 木森敏之
主題歌 - 「プレイ・フォー・ユー」シンディ・ウッド（ポリスター）
作画監督 - 杉野昭夫
美術監督 - 小林七郎
撮影監督 - 高橋宏固
編輯 - 鶴渕允寿
録音監督 - 伊達渉
選曲 - 鈴木清司
効果 - 倉橋静男（東洋音響）
録音制作 - 東北新社
音楽製作人 - 飯田倫子
助監督 - 大賀俊二
CG製作 - トーヨーリンクス
CG監督 - 御厨さと美
現像 - 東洋現像所
制作協力 - あんなぷる
監督 - 出崎統
配給 - 東宝東和
製作 - 東京電影新社、フィルムリンク・インターナショナル

## OVA
- 骷髅13〜QUEEN BEE〜

製作人員（OVA）
製作：吉村仁、長澤之
製片人：山本又一郎
企画：田代智之
脚本：田子明弘
角色設定・作画監督：杉野昭夫、内田裕
美術監督：市原美恵子
撮影監督：高橋宏固、野口肇
編集：森田清次
音響監督：山田智明
音楽：芳野藤丸
音樂總監：鈴木清司
音響効果：糸川幸良（グループ・アンド・アイ）
監督・分鏡：出﨑統
制作協力：手塚プロダクション
製作：フィルムリンク・インターナショナル、グッドヒル・ヴィジョン

## 電視動畫

### 1971年版
1971年4月到7月TBS的平日23:30 - 23:40之間放送。起初的TV動畫化跟現在的不同、畫面是以「靜止畫」的劇畫方式搭配登場人物聲音以及效果音(像是海螺小姐方式)）。還有當時女性配音員都是啟用當時有人氣的女演員和歌手。不過後來不管是動畫特集、動畫雜誌上都未寫道這些事。

#### 配音出演
新田昌玄
大原麗子
辺見マリ
ちあきなおみ
ほか

### 2008年版
紀念連載40周年的作品，同時是第一個「動畫」的TV動畫化。2008年4月11日放映到隔年2009年3月27日放映終了。選用「聽聽是什麼事情」、「不要站在我後面。珍惜生命的話」作為骷髅13的人物代表台詞與用語。還有骷髅的配音是啟用舘 廣先生。
時代背景是現代，每一話內容多以國際情勢、現實事件為題材，但是每話地點是什麼國家或都市卻沒表明那麼多。還有多以原創動畫方式展開。
DVD從2008年11月開始販售，共全13卷。

#### 製作人員（TV動畫）
原作 - 斋藤隆夫（さいとう・たかを）、さいとう・プロ
原案協力 - 西村直純
總監 - 大賀俊二
分鏡腳本- 飯岡順一
人物設定 - 竹内一義
美術監督 - 水谷利春
美術設定 - 甲斐けいこ、篠原愛子
撮影監督 - 高橋健太郎
電腦製作總監 - 羽山泰功
CGI主任 - 畑中裕之
音響監督 - 小山悟
音楽監督 - 鈴木清司
音楽製作人 - 池田大介
編集 - 瀬山武司
音響効果 - 横山正和
武器監修 - 納富貴久男（BIG SHOT）、近藤力
監督 - 齋藤人志、倉品雅一郎、大村信
影像製作人 - 柴田幹雄、湯浅昭博、久保聡
合作製作人 - 大槻育宏、岡本順哉→三野裕久、大河原健、岡本順哉
動畫製作人 - 福丸教幸
製作人 - 松山進→青木俊志
動畫制作 - The Answer Studio
製作 - 東京電視台、創通

#### 主題歌
歌曲全是GIZA studio旗下。

##### 片頭曲
Target.1 - Target.25 「Take The Wave」
歌手・作詞 - Naifu / 作曲・編曲 - 森下志音
Target.26 - Target.50 「So faraway」
歌手 - PINC INC / 作詞 - 碧井椿 / 作曲 - 大野愛果 / 編曲 - 森下志音

##### 片尾曲
Target.1 - Target.12 「ガラスのハイウェイ」
歌手 - doa / 作詞・作曲・編曲 - 徳永暁人
Target.13 - Target.25 「夢のひとつ」
歌手 - GARNET CROW / 作詞 - AZUKI七 / 作曲 - 中村由利 / 編曲 - 古井弘人
Target.26 - Target.38 「その笑顔よ 永遠に」
歌手・作詞 - 北原愛子 / 作曲 - 川島だりあ、倉田冬樹 / 編曲 - 古井弘人
Target.39 - Target.50 「もう君をひとりにさせない」
歌手 - 三枝夕夏 IN db / 作詞 - 三枝夕夏 / 作曲 - 大野愛果 / 編曲 - 小澤正澄
骷髅13主題音樂（歌手：DIMENSION）

#### 配音出演
- 骷髅13：舘 廣
- 帝夫·馬卡多尼（デイブ・マッカートニー）、次回預告旁白：千田光男（日语：千田光男）

#### 各話標題
| 話數 | 日文標題                     | 中文標題               | 編劇                | 分鏡       | 演出       | 作畫監督          |
| ---- | ---------------------------- | ---------------------- | ------------------- | ---------- | ---------- | ----------------- |
| 1    | AT PIN-HOLE!                 | AT PIN-HOLE!           | 柏原寛司            | 大原實     | 大賀俊二   | 鈴木信一          |
| 2    | ROOM・No.909                 | 第909號房              | 扇澤延男            | 亀井隆     | 高田昌宏   | 倉川英揚 渡邊裕二 |
| 3    | 傑作・アサルトライフル       | 傑作·突擊步槍          | 柏原寛司            | 福富博     | 大賀俊二   | 涉谷一彦          |
| 4    | プリティウーマン             | 麻雀變鳳凰Pretty Woman | 柏原寛司 津村美智子 | 奈須川充   | 奈須川充   | 奈須川充          |
| 5    | スーパー・スターの共演       | 超級明星的共同演出     | 柏原寛司 梶原阿貴   | 西澤晋     | 町谷俊輔   | 楊柄吉            |
| 6    | 神に贈られし物               | 神贈與的物品           | 大川俊道            | 前園文夫   | 大賀俊二   | 鈴木信一          |
| 7    | G線上の狙撃                  | G線上的狙擊            | 大川俊道            | 亀井隆     | 羽毛田朋樹 | 倉川英揚 渡邊裕二 |
| 8    | 動作（アクション）・24分の4  | 動作的24分之4          | 大川俊道            | 大原實     | 三浦陽     | 涉谷一彦          |
| 9    | 檻の中の眠り                 | 在牢籠中睡覺           | 柏原寛司            | 奈須川充   | 麦野アイス | 興村忠美          |
| 10   | 帰って来た標的（ターゲット） | 歸來的目標             | 小澤俊介            | 西澤晋     | 町谷俊輔   | 西澤晋 楊柄吉     |
| 11   | デッド・アングル             | 死亡角度               | 小澤俊介            | 前園文夫   | 高田昌宏   | 鈴木信一          |
| 12   | TOUCH DOWN                   | 達陣                   | 岡芳郎              | 川越淳     | 川越淳     | 渡邊裕二          |
| 13   | クロスアングル               | 交叉的夾角             | 扇澤延男            | 前園文夫   | 加藤顕     | 倉川英揚 原敦彦   |
| 14   | 落日の死影                   | 落日的死影             | 岡芳郎              | 大原實     | 三浦陽     | 涉谷一彦          |
| 15   | 海へ向かうエバ               | 奔向大海的艾娃         | 大川俊道            | 奈須川充   | 高山秀樹   | 柳瀬穣二          |
| 16   | 死臭の聖者                   | 死臭的聖者             | 小澤俊介            | 亀井隆     | 町谷俊輔   | 西澤晋            |
| 17   | 残光                         | 殘光                   | 扇澤延男            | 福富博     | 鈴木信一   | 鈴木信一          |
| 18   | スタインベック三世           | 斯坦貝克三世           | 津村美智子          | 前園文夫   | 高田昌宏   | 倉川英揚 原敦彦   |
| 19   | 硝子の要塞                   | 玻璃要塞               | 今石千秋            | 大原實     | 三浦陽     | 渋谷一彦          |
| 20   | メランコリー・夏（サマー）   | 憂鬱的夏天             | 扇澤延男            | 福富博     | 町谷俊輔   | 竹中重治          |
| 21   | ガリンペイロ                 | 採礦集團               | 小澤俊介            | 西澤晋     | 鈴木健一   | 西澤晋            |
| 22   | インディアン・サマー         | 印地安的夏天           | 大川俊道            | 亀井隆     | 鈴木信一   | 鈴木信一 松田芳明 |
| 23   | ジェット・ストリーム         | 噴射氣流               | 柏原寛司            | 杉山正樹   | 高田昌宏   | 倉川英揚 原敦彦   |
| 24   | サンタ・アナ                 | 聖·安娜                | 梶原阿貴            | 大原實     | 加藤顕     | 本澤拓海          |
| 25   | フロリダ・チェイス           | 佛羅里達的追捕         | 岡芳郎              | 大久保富彦 | 橋本三郎   | 川口弘明          |
| 26   | 冷血キャサリン               | 冷血的凱薩琳           | 岡芳郎              | 西澤晋     | 鈴木健一   | 西澤晋            |
| 27   | フィアレス                   | 無懼的愛               | 安部陽子            | 亀井隆     | 鈴木信一   | 鈴木信一          |
| 28   | 白夜は愛のうめき             | 白夜是愛的呻吟         | 本川耕平            | 杉山正樹   | 倉川英揚   | 倉川英揚 松田芳明 |
| 29   | 配役〈キャスティング〉       | 演員                   | 今石千秋            | 飯島正勝   | 石踊宏     | 涉谷一彦          |
| 30   | ラブはナイフ                 | 愛情像是一把刀         | 江連祐一            | 大久保富彦 | 橋本三郎   | 細川修平          |
| 31   | ANGRY WAVES                  | 波濤洶湧               | 野坂直代            | 西澤晋     | 殿勝秀樹   | 村松尚雄          |
| 32   | 殺意の交差                   | 殺意的交會             | 村川康敏            | 杉山正樹   | 鈴木信一   | 鈴木信一          |
| 33   | 誇り高き葡萄酒（ワイン）     | 自豪的最高級葡萄酒     | 輿水泰弘            | 亀井隆     | 倉川英揚   | 倉川英揚 松田芳明 |
| 34   | 殺人劇の夜                   | 殺人劇之夜             | 藤岡一紀            | 福冨博     | 石踊宏     | 大澤翔真          |
| 35   | 血統の掟                     | 血統的戒律             | 國岡直人            | 橋本三郎   | 橋本三郎   | 細川修平 柳孝相   |
| 36   | 死に絶えた盛装               | 滅絕的盛裝             | 植村沙羅            | 西澤晋     | 殿勝秀樹   | 西澤晋            |
| 37   | クリスマス・24アワーズ       | 聖誕節24小時           | 輿水泰弘            | 飯島正勝   | 鈴木信一   | 鈴木信一          |
| 38   | 少女サラ                     | 少女莎菈               | 海東清作            | 石踊宏     | 倉川英揚   | 倉川英揚 松田芳明 |
| 39   | アッシュ最良の日             | 亞修最好的日子         | 梶原阿貴            | 大原実     | 石踊宏     | 涉谷一彦          |
| 40   | 鬼畜の宴                     | 鬼畜的宴會             | 金子遊              | 橋本三郎   | 橋本三郎   | 川口弘明 細川修平 |
| 41   | ペチコートレーンの夜霧       | 襯裙巷的夜霧           | 津村美智子          | 西澤晋     | 西澤晋     | 西澤晋            |
| 42   | 大きな口の湖上               | 大湖泊上               | 藤岡一紀            | 杉山正樹   | 鈴木信一   | 鈴木信一          |
| 43   | 空白の依頼                   | 空白的委託             | 植村沙羅            | 亀井隆     | 大賀俊二   | 松田芳明          |
| 44   | ロックフォードの野望         | 羅克福德的野心         | 竹田佑輔            | 石踊宏     | 石踊宏     | 本澤拓海          |
| 45   | 36000秒分の1秒               | 36000分之1秒           | 海東清作            | 荻原露光   | 荻原露光   | 菅原浩喜          |
| 46   | 世紀末ハリウッド             | 世紀末的好萊塢         | 桃井史郎            | 杉山正樹   | 西澤晋     | 西澤晋            |
| 47   | 夜は消えず                   | 無盡之夜               | 町谷俊輔            | 杉山正樹   | 前園文夫   | 鈴木信一          |
| 48   | 黒い瞳 EBONY EYES            | 黒瞳 EBONY EYES        | 扇澤延男            | 石踊宏     | 石踊宏     | 涉谷一彦          |
| 49   | 装甲兵SDR2                   | 裝甲兵SDR2             | 大川俊道            | 竹内一義   | 竹内一義   | 竹内一義          |
| 50   | 天使と悪魔の“腕”             | 天使和悪魔的“手腕”     | 柏原寛司            | 大原實     | 大賀俊二   | 本澤拓海          |

## 外部連結
- さいとう・プロダクション （页面存档备份，存于） （日語）
- ゴルゴ13インターネットサービス （日語）
- テレビ東京・あにてれ ゴルゴ13 （页面存档备份，存于）（動畫官方網站） （日語）
- THEゴルゴ道 （日語）
- ゴルゴ13 （日語）
- （日語）漫畫書及章節資訊網站 （页面存档备份，存于）